# فريدون إسفندياري
فريدون إسفندياري (بالفارسية: فریدون اسفندیاری) مواليد 15 أكتوبر 1930 في بروكسل، بلجيكا - الوفاة 8 يوليو 2000 بسبب سرطان البنكرياس، هو كاتب وفيلسوف وأستاذ جامعي ولاعب كرة سلة إيراني-أمريكي بلجيكي المولد. مثّل منتخب بلاده. شارك في دورة الألعاب الأولمبية الصيفية سنة 1948.

## روابط خارجية
- فريدون إسفندياري على موقع الاتحاد الدولي لكرة السلة (الإنجليزية)
- فريدون إسفندياري على موقع سبورتس رفرنس (الإنجليزية)
- فريدون إسفندياري على موقع أوليمبيديا (الإنجليزية)